# Juris Bērziņš
Juris Bērziņš (ur. 8 marca 1954 w Rydze) – łotewski wioślarz (sternik) reprezentujący ZSRR, srebrny medalista olimpijski i trzykrotny medalista mistrzostw świata.

## Kariera
Wystąpił na igrzyskach olimpijskich w Moskwie w 1980, gdzie osada ZSRR w składzie: Artūrs Garonskis, Dimants Krišjānis, Dzintars Krišjānis, Žoržs Tikmers i Juris Bērziņš zdobyła srebrny medal w czwórkach ze sternikiem. W finale uplasowali się o 4,54 sekundy za osadą NRD i o 3,47 sekundy przed osadą Polski. Był to jego jedyny start olimpijski.
W tej samej konkurencji zdobywał również srebrny medal na mistrzostwach świata w Bledzie (1979) i brązowy na mistrzostwach świata w Monachium (1981). Ponadto był trzeci w ósemkach na mistrzostwach świata w Lucernie (1982).
Kształcił się na Ryskim Uniwersytecie Technicznym.